# شهر علی آباد
شهر علی آباد یک منطقهٔ مسکونی در شمال افغانستان است که در ولسوالی علی‌آباد ولایت قندوز واقع شده‌است. شهر علی آباد در موقعیت جغرافیایی ۳۶°۳۱′۲۰″شمالی ۶۸°۵۳′۵۷″شرقی / ۳۶٫۵۲۲۲°شمالی ۶۸٫۸۹۹۲°شرقی در جاده اصلی بین قندوز و بغلان در ۴۲۵ متری بالاتر از سطح دریا واقع شده‌است.